# Alois Marhoul
Alois Marhoul (24. června 1951 Praha – 10. května 2024) byl český básník, spisovatel a podnikatel.

## Život
Alois Marhoul se v roce 1969 vyučil kuchařem, v roce 1973 absolvoval Střední hotelovou školu v Mariánských Lázních. Pracoval jako číšník, zástupce ředitele hotelu, metodik řízení stravovacích služeb ve stavebnictví či vedoucí závodní jídelny. Od roku 1992 provozoval živnost – gastrobazar.
Byl členem Obce spisovatelů a Českého centra Mezinárodního PEN klubu. Získal čestné uznání (1974) a druhé místo (1992) v soutěži Šrámkova Sobotka, dvě 3. místa v soutěži Mladé literární Louny (1976, 1978). V roce 2013 byl zařazen do českého vydání životopisné encyklopedie Hübners Who is Who. V roce 2014 byl zařazen do digitální knihovny básníků 185 zemí všech dob: POETAS SIGLO XXI ANTOLOGIA DE POESIA + 12.000 POETAS de 185 PAISES. V roce 2017 byl zařazen do Encyklopedie osobností České a Slovenské republiky.
Od roku 2008 uděloval Mobelovu cenu za básnické sbírky vydané v České republice. Od roku 2016 se začínají soutěže zúčastňovat i slovenští autoři. 24.4.2021 byla v Čisovicích pojmenována ulice po Mobelovi: Mobelova.
V roce 2019 ztvárnil ve filmu režiséra Tomáše Magnuska "Voda, čo ma drží nad vodou" Aloise Mobela, jehož premiéra se uskutečnila v listopadu 2019 v Bratislavě.
Od roku 2014 pořádal pravidelně spolu s Ondřejem Hníkem poetické pořady "Deset deka štěstí" v kavárně Duše v peří a od roku 2018 ve Slovenském domě setkávání předních českých a slovenských osobností pod názvem "Česko-slovenské dotyky".

## Sbírky básní
- Černý pasažér, Editio insert 1984
- Něha se plaší, Středočeské nakladatelství a knihkupectví 1986
- Zamilovaný bacil, ARSCI 1994
- Zvířátko láska, ARSCI 1999
- Láska s. r. o., ARSCI 2001
- A někdy taky ne, ARSCI 2004
- Kam jablko nepadá, ARSCI 2006
- Anděl s černým křídlem, Dauphin 2009
- www lidi, ARSCI 2011
- Kam odlétají básníci, Dauphin 2014
- Krutá pravda o dinosaurech, Krigl 2015
- Kuchař básníkem, básník kuchařem, Krigl 2016
- Adresa dočasného pobytu, Krigl 2017
- Stručná úvaha o pekle, Bondy 2019
- Strom který se nechal tetovat, Bondy 2021
- Tanec o život, Bondy 2022